# Орден Корони (Бельгія)
Орден Корони (фр. Ordre de la Couronne, нід. Kroonorde) — державна нагорода Королівства Бельгії. Орден є однією з найвищих нагород країни.

## Історія
Орден було засновано 15 жовтня 1897 року королем Леопольдом II як правителя Вільної держави Конго. Статут було оновлено 25 червня 1898 року. Спочатку орден був призначений для визнання героїчних вчинків і видатних заслуг, досягнутих за службу у Вільній державі Конго. У 1908 році Орден Корони був визнаний національною відзнакою Бельгії, молодшим за Орден Леопольда І і старшим за Орден Леопольда II.
Зараз Орден Корони вручається за заслуги перед бельгійською державою, особливо за заслуги на державній службі. Орденом Корони також нагороджують за видатні мистецькі, літературні чи наукові досягнення, або за комерційні чи промислові послуги в Бельгії чи Африці.
Орден також може бути вручений іноземним громадянам і часто вручається військовим і дипломатичним представникам інших країн, що перебувають у Бельгії або надають підтримку країні. Під час Другої світової війни Орден Корони широко використовувався для нагородження військовослужбовців союзників, які допомагали звільнити Бельгію від окупаційних сил націонал-соціалістичної Німеччини.
Орденом Корони нагороджують королівським указом.
Великі Магістри Ордену : 
- Леопольд II - Альберт I - Леопольд III - Бодуен I - Альберт II - Пилип І

## Еквівалентні Ордени
Незважаючи на те, що ордени з різних держав не завжди легко порівняти, Орден Корони приблизно еквівалентний наведеним нижче орденам з інших країн:
- Велика Британія - Орден Британської імперії
- Франція - Орден «За заслуги», який є другим найвищим французьким орденом і має схожі класи та умови нагородження.
- Люксембург - Орден Дубової Корони, який є третім найвищим люксембурзьким орденом і має подібні класи.
- Нідерланди - Орден Оранських-Нассау, який є третім голландським національним орденом і має подібні класи.
- Норвегія - Королівський орден «За заслуги», який наразі є другим найвищим норвезьким орденом і має подібні класи.
- Швеція Орден Васи, який є другим найвищим шведським орденом, що вручається не лише головам держав, і має схожі ступені. До 1975 року шведський Орден Полярної Зірки був відповідним еквівалентом Ордену Корони.